# Stěhování národů

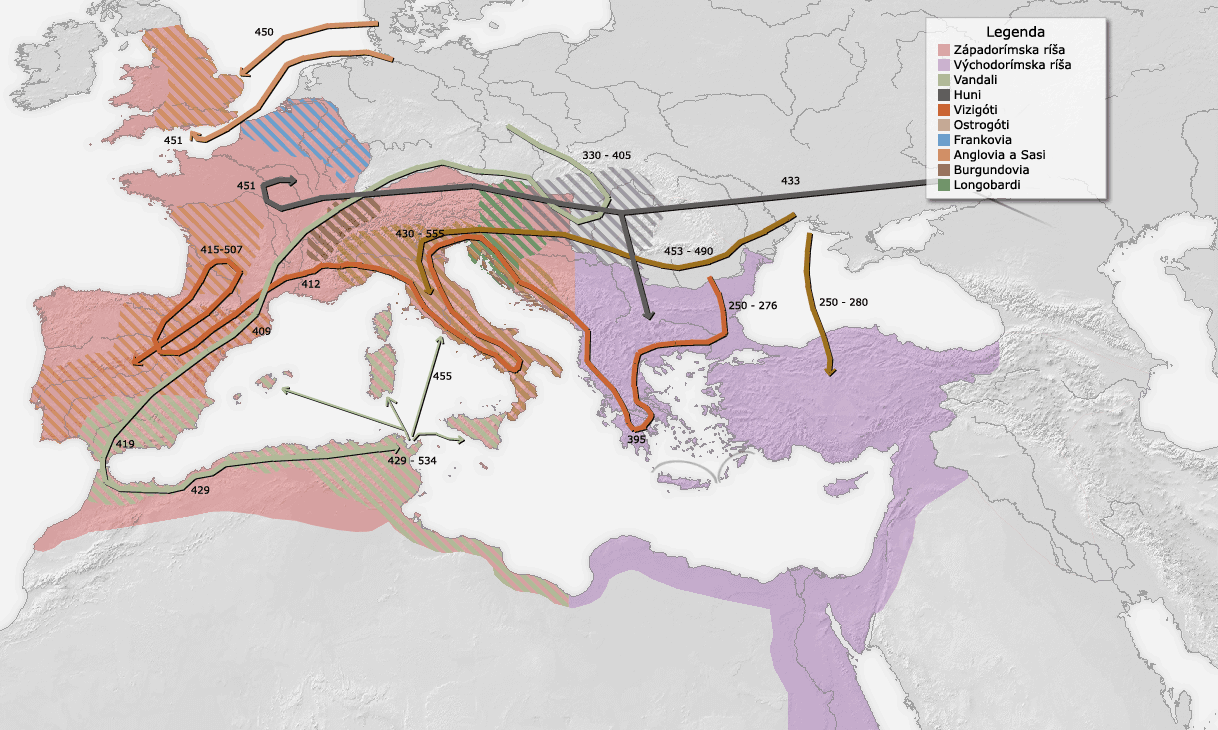
Mapa Evropy v době stěhování národů. Šipky ukazují směry postupu jednotlivých kmenů. Šrafovaně jsou vyznačeny oblasti usídlení Germánů na území římské říše

Pojmem stěhování národů se označují rozsáhlé migrace obyvatelstva (tzv. barbarských kmenů a jejich skupin), které probíhaly koncem starověku a počátkem středověku. Jejich příčinou byly demografické změny, především růst počtu obyvatelstva, způsobený přechodem od pastevectví k zemědělství, to znamená k usedlému způsobu života, i sociální důvody. Kromě toho primitivní způsob obdělávání půdy vedl k jejímu rychlému vyčerpání, což bylo dalším důvodem ke stěhování. Nicméně jak naznačují archeologické důkazy, nemuselo jít o stěhování celých národů, ale jen vládnoucích elit.
Kmeny, jejichž počet mrtvých rostl, začaly hledat novou půdu. Často ji nacházely na území Římské říše, která se v té době již nacházela v hluboké krizi a jejíž hranice nebyly dostatečně chráněné. Navíc bylo na území říše možné získat bohatou kořist. Je celkem jasné, že impérium se v pozdně antickém období stalo lákavým cílem nájezdů barbarských kmenů. Muži, kteří na takové výpravě uspěli, získali nejen kořist a novou půdu, ale také vážnost a prestiž u svého kmene. To patřilo mezi sociální příčiny stěhování národů. Bezprostřední hybnou silou byl pak často také tlak jiných kmenů.[zdroj?]

## Všeobecně

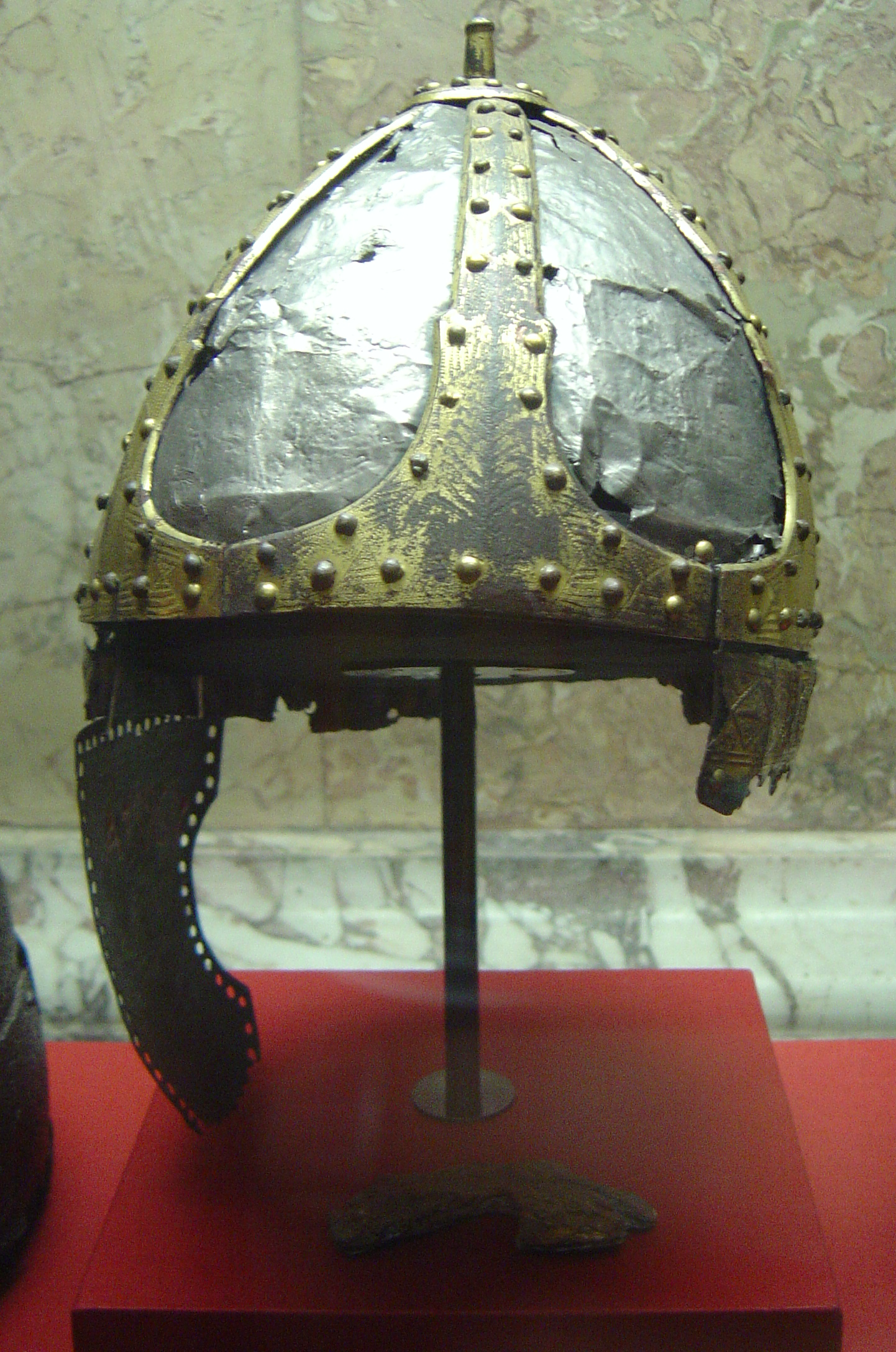
Přilba ze 6. století, import z východořímské oblasti

Vlastním stěhováním národů se obvykle rozumí pohyb germánských a slovanských kmenů začínající ve 4. a končící koncem 7. století. Konec germánské etapy stěhování národů znamená na západě současně konec pozdní antiky resp. římského císařství. Začíná raný středověk. V širším smyslu jsou do stěhování národů zahrnovány také vikingské výpravy a příchod Maďarů do Karpatské kotliny.

Putování Kimbrů a Teutonů

Geograficky si lze představit přímku protínající Evropu od ústí Rýna až k ústí Dunaje. Na sever od této linie sídlily ve 4. století germánské kmeny. Jmenovitě (řazeny od západu na východ) to byli Sasové, Frankové, Burgundi, Langobardi, Vandalové, Vizigóti a Ostrogóti. Tuto linii si lze rovněž představit jako vrata od stodoly, jejichž stěžejním bodem je ústí Rýna. Vpád nomádských Hunů, příchozích ze středoasijských stepí v roce 375, tato vrata vyrazil a vyhnal zde usídlené germánské kmeny na jih. Ty z nich, které sídlily nejdále na východě (Vandalové, Vizigóti a Ostrogóti), se účastnily nejdelšího přesunu. Naproti tomu Frankové zcela na západě se přemístili z Dolního Porýní pouze do blízké severní Galie.
Motivy stěhování nejsou úplně zřejmé. Počáteční pohyb jednotlivých kmenů (především Hunů) a následný tlak vedl k novému rozmístění kmenů po celé Evropě. Důležité je si všimnout, že kmeny nebo národy postrádaly trvalou jednotu a společný původ. Kmeny nebyly homogenním útvarem tvořeným ryze jedním společenstvím, ale spíše zahrnovaly více takových společenství, z nichž jedno bylo dominantní. Tím pádem velikost a složení kmene mohly být silně proměnlivé.
Pomalý úpadek západořímské říše a s tím související ztráta moci a správních struktur, stejně jako rostoucí začleňování Germánů jako spojenců (federátů) a jako vojáků do římského vojska, vytvářel další předpoklad pro stěhování národů. Větší význam než samotná barbarizace římského vojska měli tedy germánští federáti přítomní na území říše, kteří se nechali císaři stále méně ovládat a nakonec vytvářeli fakticky nezávislé říše na půdě impéria. Proto se mluví spíše o transformaci římského světa, než o jeho regulérním dobytí Germány.

## Stěhování národů od markomanských válek až do vpádu Hunů

### Gótové
Podle historických tradic pocházejí Gótové původně ze Skandinávie, což je však podle moderních výzkumů přinejmenším sporné. Na přelomu letopočtu sídlili Gótové v oblasti ústí řeky Visly (dnešní Polsko), odkud odešli ve 2. století směrem k Černému moři, a zapříčinili tak první větší stěhování národů, neboť vytlačili Vandaly a Markomany na jih a Burgundy na západ. Tento posun obyvatelstva byl pravděpodobně příčinou markomanských válek.
Také ve 3. století docházelo k drobným vpádům na římské území, které byly buď odraženy anebo skončily drobnými korekturami hranic (Agri Decumates, Dácie). Mnoho kmenů bylo usazeno na hranicích římské říše jako spojenci (foederati), a tvořilo tak nárazník vůči Římu nepřátelsky smýšlejícím kmenům.
Gótové se na přelomu 3. a 4. století rozdělili do dvou skupin. Jednak to byli Tervingové/západní Gótové (kteří však nejsou zcela identičtí s pozdějšími Vizigóty, kteří byli ovlivněni také druhou skupinou) a jednak to byli Greutungové/východní Gótové (zde platí pro Ostrogóty to samé, co pro Vizigóty). Východní Gótové sídlili u Černého moře na území dnešní Ukrajiny. Západní pobývali zatím na Balkánském poloostrově, v prostoru severně od Dunaje v dnešním Rumunsku.

## Od vpádu Hunů až k dobytí Říma v roce 410
Od poloviny 4. století se tlačili Hunové ze stepí střední Asie do jižního Ruska, čímž způsobili pohyb četných germánských a sarmatských kmenů do jižní a západní Evropy. V roce 375 podlehli Hunům nejprve východní Gótové a později rovněž Tervingové (západní Gótové), kteří byli vytlačeni z území dnešního Rumunska. Tato událost je tradičně označována jako začátek stěhování národů. Během následného chaosu došlo k fragmentaci obou kmenů (Peter Heather uvádí, že vzniklo až dvanáct různých gótských uskupení).

### Vizigóti
Většina poražených východních Gótů (pozdější Ostrogóti) upadla pod nadvládu Hunů, zatímco Tervingové (pozdější Vizigóti) uprchli přes Dunaj do římské říše. Tito Gótové byli usazeni císařem Valentem v provincii Thrákii, avšak vinou nedostatečného zásobování došlo brzy k revoltě novousedlíků. V roce 378 porazili Gótové Římany v čele s císařem Valentem v bitvě u Adrianopole. V roce 382 sice uzavřeli mír s císařem Theodosiem I., nicméně napětí stále přetrvávalo. Na konci 4. století Gótové vedení svým náčelníkem Alarichem protáhli celým Balkánem a Peloponésem a na začátku 5. století přišli do Itálie. V roce 410 pak dobyli a vyplenili Řím. Potom táhli nyní již s konečnou platností zformovaní Vizigóti dále do jihozápadní Galie, kde byli v roce 418 usazeni Římany, a poblíž města Toulouse založili tzv. Tolosánskou říši, rozkládající se na obou stranách Pyrenejí. V roce 507 však byli poraženi u Vouillé Franky vedenými Chlodvíkem a vizigótské panství tak bylo omezeno kromě Septimánie (jižní pobřeží dnešní Francie, později zvané „Gótská marka“) už jen na Pyrenejský poloostrov – kde trvalo až do roku 711, kdy byla vizigótská říše zničena arabsko-berberskými vojsky.
Až do vpádu Hunů nedocházelo zhruba nějakých sto let k žádným větším pohybům obyvatelstva. Zatím Římská říše pomalu slábla a musela bojovat s rostoucími vnitropolitickými problémy, až byla v roce 395 (po smrti císaře Theodosia I.), rozdělena. Toto rozdělení existovalo již dříve, přičemž se jednalo pouze o správně-technické rozdělení a současníci je proto nepovažovali za skutečné rozdělení. Rozdělení z roku 395 se však mělo stát faktickým. Obě části říše se od nynějška vyvíjely zcela nezávisle, což bylo také jedním z klíčových důvodů, proč byly barbarské vpády na římské území tak úspěšné.
Samotní Germáni ale neměli v úmyslu Římskou říši zničit, nýbrž pokoušeli se získat na římské vládě jisté sídelní oblasti, čímž by si zajistili určitou životní základnu. Jejich cílem nebylo v žádném případě zničení stávající římské kultury, nýbrž účast na ní. To bylo významné pro spolupráci nově příchozích Germánů s místní římskou vládnoucí vrstvou. Bez této spolupráce by se nemohly germánské skupiny, které co do počtu Římanům podléhaly, prosadit.

## Útok Hunů, Attila a konec stěhování národů

### Vandalové
Vandalové byli původně vytlačeni Góty na území mezi Vislou a Odrou. Na Silvestra roku 406 překročili společně se Svéby (latinsky Suebi) a Alany zamrzlý Rýn a vpadli do Galie. V roce 409 dosáhli Pyrenejského poloostrova, odkud je však po několika letech vytlačili Vizigóti ve službách západořímské vlády. Pod vedením náčelníka Geisericha se pak po této porážce přesunuli přes Středozemní moře a stanuli v Africe, kde válčili dalších deset let. V roce 439 dobyl Geiserich Kartágo (poblíž dnešního Tunisu) a založil říši Vandalů. Vandalové, jako jediný germánský kmen, vytvořili ohromnou námořní moc, která pak ohrožovala celé západní Středomoří. Ze severní Afriky vedli tažení do Itálie a v roce 455 dobyli a vydrancovali Řím. Později ovládli také Sicílii, Sardinii a Korsiku. Teprve v roce 534 zničil říši Vandalů východořímský vojevůdce Belisar.

### Hunové
Hunská říše utrpěla více zvratů. Velitel římského vojska Flavius Aetius, který nejprve spolupracoval s Huny, odrazil společně s Vizigóty v roce 451 hunská vojska vedená Attilou v bitvě na Katalaunských polích. Attila sice ještě stihl vpadnout do Itálie, ale zanedlouho zemřel a po jeho smrti se hunská říše rychle rozpadla.

### Ostrogóti

Východořímská říše za Justiniána I.

Ostrogóti, kteří vznikli z Greutungů (východních Gótů) a ještě z jiných kmenů a kteří setrvávali až do Attilovy smrti pod hunskou nadvládou, vytáhli poté na Balkán, kde byli východními Římany usazeni jako federáti. V roce 489 Theodorich Veliký vedl Ostrogóty na návrh východořímského císaře Zenona do Itálie. Zde pak porazil a zabil Odoakera, který tu vládl po abdikaci Romula Augusta, posledního západořímského císaře. Theodorich byl formálně závislý na císaři v Konstantinopoli, ve skutečnosti však vládl zcela neomezeně. Nikdy se ale neodvážil přivlastnit si titul císaře západu. V roce 536 napadl východořímský vojevůdce Belisar ve službách císaře Justiniána říši Ostrogótů, která po dlouhém boji nakonec podlehla (rozhodující bylo poslední vítězství východořímského vojevůdce Narsa v bitvě u Busta Gallorum v roce 552).

### Frankové
V roce 486 odstranili Frankové vedení králem Chlodvíkem zbytky římské vlády v severozápadní Galii, která se zde ještě udržovala po zániku západořímské říše v roce 476. Do roku 534 pak porazili Alamany, Vizigóty (kteří byli po roce 507 zatlačeni na Pyrenejský poloostrov) a Burgundy a vytvořili tak velký státní celek, který se měl stát nejvíce životaschopnou říší vzniklou v období stěhování národů.

### InvazeAnglůaSasůdo Británie

Británie okolo roku 600

Zřejmě již od konce 4. století pronikali – ačkoli zpočátku jen v malých skupinách – Frísové, Anglové a Sasové ze severního Německa a z dnešního Dánska do Británie a obsazovali rozsáhlé části země. Obyvatelstvo Británie nebylo bojeschopné po staletích "římského míru". V několika vlnách odešly vojenské jednotky, které měly zemi chránit. Roku 384 odešly legie pod vedením vojevůdce Maxima do Galie, kde Maximus porazil císaře Graciána, ale sám pak byl poražen císařem Východu Theodosiem. Jeho legie se už nikdy nevrátily. Zůstala po nich jen jedna z nejkrásnějších keltských bájí, která oplakává mrtvé rytíře. Další vojáci odcházejí počátkem pátého století na žádost generála Stilichona bránit Římskou říši proti Vandalům a Burgundům. Římská správa v Británii se po odsunu posledních vojenských posádek na počátku 5. století zhroutila. Brzo na to římská kultura v Británii zcela zanikla. Germáni pak zabírali další části země, došlo tak k bojům mezi nově příchozími Germány a domorodými Kelty. Zde se také zrodila legenda o králi Artušovi, který prý byl vůdcem domácích Keltů v bojích proti saským útočníkům. Poražení keltští Britanové se stáhli do okrajových oblastí Británie, část se dokonce přemístila kolem roku 450 až do galské Armoriky (odtud název Bretagne).

### Langobardi
Koncem 5. a v průběhu 6. století se Langobardi přemístili od dolního Labe na Moravu a následně do Panonie. Pod tlakem Avarů, kteří jim nejprve pomohli zničit Gepidy, se v roce 568 vydali Langobardi vedení králem Alboinem z Panonie do severní Itálie a založili zde langobardskou říši. Její existence trvala pak až do druhé poloviny 8. století, než si ji podrobil Karel Veliký. Toto tažení, kterému předcházel moudrý pokus východních Římanů usadit Langobardy v severní Itálii jako federáty, je považováno za konec období stěhování národů. Císařským vojskům se podařilo udržet jen asi polovinu poloostrova (včetně Ravenny a Říma). Asi v téže době se poprvé objevují Bavoři a o něco později obsazují Slované kdysi germánská území a usazují se na dosud římském Balkáně.

### Avaři
V polovině 6. století se v Evropě objevují kočovní Avaři, kteří obratně využívali politických krizí v Byzantské říši a jejích konfliktů s ostatními sousedy, zejména Franky, Slovany a Peršany. Ovládali velkou část Balkánu a Panonie. Prosluli svou bojovností. Byli zcela zničeni Karlem Velikým roku 810.

## Druhá fáze stěhování národů

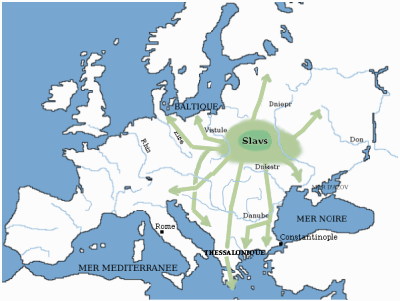
Stěhování slovanských kmenů v 5.–10. století

Druhou fází stěhování národů se označují národnostní a etnické pohyby v Evropě v období zhruba od 6. do 8. století. V dějinách plynule navazuje na předchozí stěhování národů. Zahrnuje zejména objevení se Slovanů na historické scéně, jejich příchod do střední Evropy a na Balkán.
Poslední velkou národnostní změnou v Evropě byl příchod Maďarů do Panonie v 10. století. Mezi další významné stěhování patří pronikání Kumánů (Polovců), Pečeněhů, Sikulů, dále útok Tatarů (Mongolů) a také příchod Cikánů. Posledním "stěhováním" je příchod Osmanských Turků (kmenový svaz Oguzů) do Anatolie ve 13. století.

## Významná data
- 166 – 174 a 177 – 180 Markomanské války na středním Dunaji
- 250 – 270 Gótové využívají anarchie v římské říši a vpadají za Dunaj, plení Balkán, Řecko a Malou Asii
- 260 Římané přenechávají Agri Decumates Alamanům
- 271 Římané přenechávají Dácii Gótům
- 375 Nomádští Hunové porážejí Alany a společně s nimi tlačí na gótské Greutungy
- 376 Tervingové a Greutungové žádají císaře Valenta o azyl v impériu, záhy vypuká rozsáhlá vzpoura Gótů v říši
- 378 Bitva u Adrianopole, naprosté gótské vítězství, císař Valens umírá
- 382 Theodosius uzavírá s Góty smlouvu, je jim přidělena půda a povoleno vlastní zákonodárství
- 395 Smrt císaře Theodosia, římská říše je rozdělena na západní a východní
- 395 Počátek gótské revolty, v čele stojí Alarich
- 395 – 420 Přesun Hunů ze severního Černomoří do Velké uherské nížiny
- 401 – 402 První Alarichovo neúspěšné tažení do Itálie
- 406 – 407 Vpád Vandalů, Alanů a Svébů do Galie
- 407 Římané se stahují z Británie
- 408 – 409 Alarich využívá zmatku v západořímské říši po zavraždění Stilichona k novému tažení do Itálie
- 409 Vpád Vandalů, Alanů a Svébů do Hispánie
- 410 Alarich dobývá Řím
- 418 Smlouva s Římany zajišťuje Vizigótům sídla v jižní Galii
- 429 Vpád Vandalů do severní Afriky
- 439 Náčelník Vandalů Geiserich dobývá Kartágo, završuje tím tak dobytí Afriky Vandaly
- 440 Attila se stává hunským králem
- 451 Bitva na Katalaunských polích, porážka Hunů
- po 453 Dezintegrace hunské říše po Attilově smrti
- 455 Geiserich dobývá a plení Řím
- 474 Theodorich Veliký se stává králem Ostrogótů
- 476 Germánský velitel Odoaker sesazuje posledního západořímského císaře a stává se pánem Itálie
- po 480 Vizigóti se usazují na Pyrenejském poloostrově
- 488 Theodorich Veliký táhne s Ostrogóty do Itálie
- 493 Theodorich obsazuje Ravennu, Odoakerova smrt
- 507 Bitva u Vouillé : Frankové poráží Vizigóty, kteří odcházejí z jižní Gallie na Pyrenejský poloostrov
- 534 Belisar vyvrací říši Vandalů v severní Africe
- 536 Belisar se vyloďuje v Itálii, válka Římanů s Ostrogóty
- 552 Římský vojevůdce Narses poráží Ostrogóty u Busta Gallorum, konec říše Ostrogótů
- 558 Příchod Avarů do Evropy
- 568 Langobardi napadají severní Itálii, která je součástí Východořímské říše
- 582 Počátek slovanské expanze na Balkán po pádu Sirmia a zhroucení byzantské hranice na Dunaji
- 626 Společný neúspěšný útok Avarů, Slovanů a Peršanů na Konstantinopol
- 681 Vznik První bulharské říše
- 711–713 Arabové porážejí a likvidují vizigótskou říši na Pyrenejském poloostrově
- 732 Frankové porážejí Araby v bitvě u Tours ve Francii
- 774 Franský panovník Karel Veliký vyvrací říši Langobardů v Itálii
- 793 Počátek éry Vikingů
- 805 Byzantinci porážejí Slovany u Patrasu a vytlačují je z Peloponésu
- 810 Likvidace Avarů Karlem Velikým
- 895/896 První Maďaři se objevují v Karpatské kotlině